# Château de Karlsburg (Poméranie-Occidentale)
Le château de Karlsburg est un château situé à Karlsburg dans le nord-est de l'Allemagne en Poméranie-Occidentale.

## Historique
Le château de Karlsburg a été construit en briques en 1731. Il se présente sur trois étages et il est de style classique. Les deux légères ailes en avancée surmontées d'un fronton triangulaire flanquent de chaque côté le corps de logis lui-même surmonté en son milieu d'un fronton triangulaire identique aux deux autres. Le château est coiffé d'un toit mansardé à l'allemande.
Le château de Karlsburg était, jusqu'en 1945, la propriété de la famille von Bismarck-Bohlen. Du temps de la république démocratique allemande, il abritait une clinique d'État pour diabétiques. Il appartient désormais à l'université de Greifswald.

### 1731 - 1828

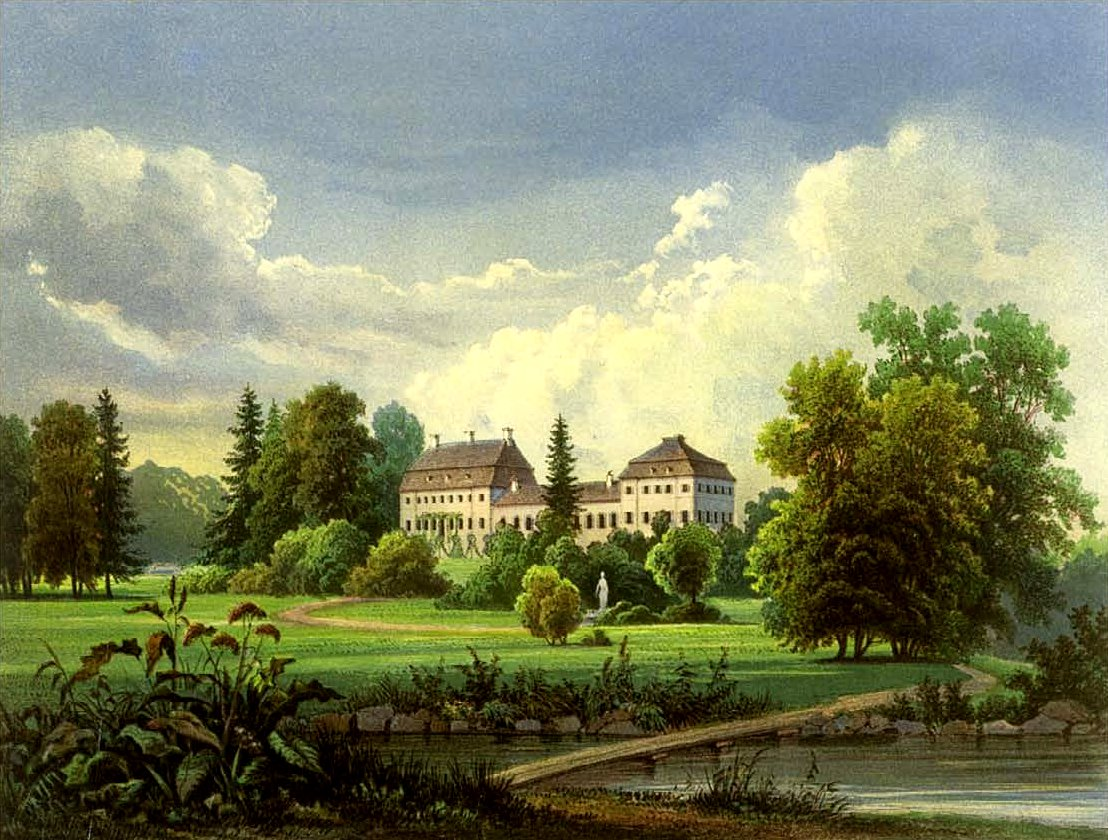
Vue du château de Carlsburg au milieu du XIXe siècle dans la collection d'Alexander Duncker

Le domaine seigneurial de Gnatzkow appartient depuis la fin du XVIe siècle aux seigneurs de Nordmann, originaires de l'île de Rügen et se trouve aux confins de Greifswald. Il passe par héritage en 1679 à la famille von Bohlen, elle aussi originaire de Rügen. Le futur comte (en 1745) Carl Heinrich Behrend von Bohlen fait commencer la construction du château en 1731, mais il brûle le 24 août 1732. C'est en 1733 qu'il prend sa forme d'un baroque classique et il est presque terminé en 1739. Un jardin à la française est dessiné dans les années 1750. On fait ériger un petit temple à la déesse Flore avec une statue de marbre sur une petite île. Louise-Ulrique de Prusse (sœur de Frédéric le Grand) est somptueusement reçue au château en 1744, après son mariage avec le prince-héritier de Suède. Son fils Gustave III y passe une nuit en 1771, la Poméranie étant possession de la couronne de Suède, depuis la paix de Westphalie. Il vient de Paris après avoir appris la mort de son père, le 17 février 1771.
Après cette visite, le château de Gnatzkow prend le nom de château de Carlsburg, en l'honneur de l'hôte du roi, le comte Carl Julius von Bohlen, fils du comte Carl Heinrich. L'orthographe moderne l'a changé en Karlsburg. Les coûts ne permettent de terminer le château qu'en 1779.
Le parc est arrangé dans le style anglais au début du XIXe siècle, suivant des plans de Peter Joseph Lenné. La famille s'éteint en ligne masculine avec le comte Friedrich Ludwig Wilhelm von Bohlen (1760-1828).

### 1828 - 1947

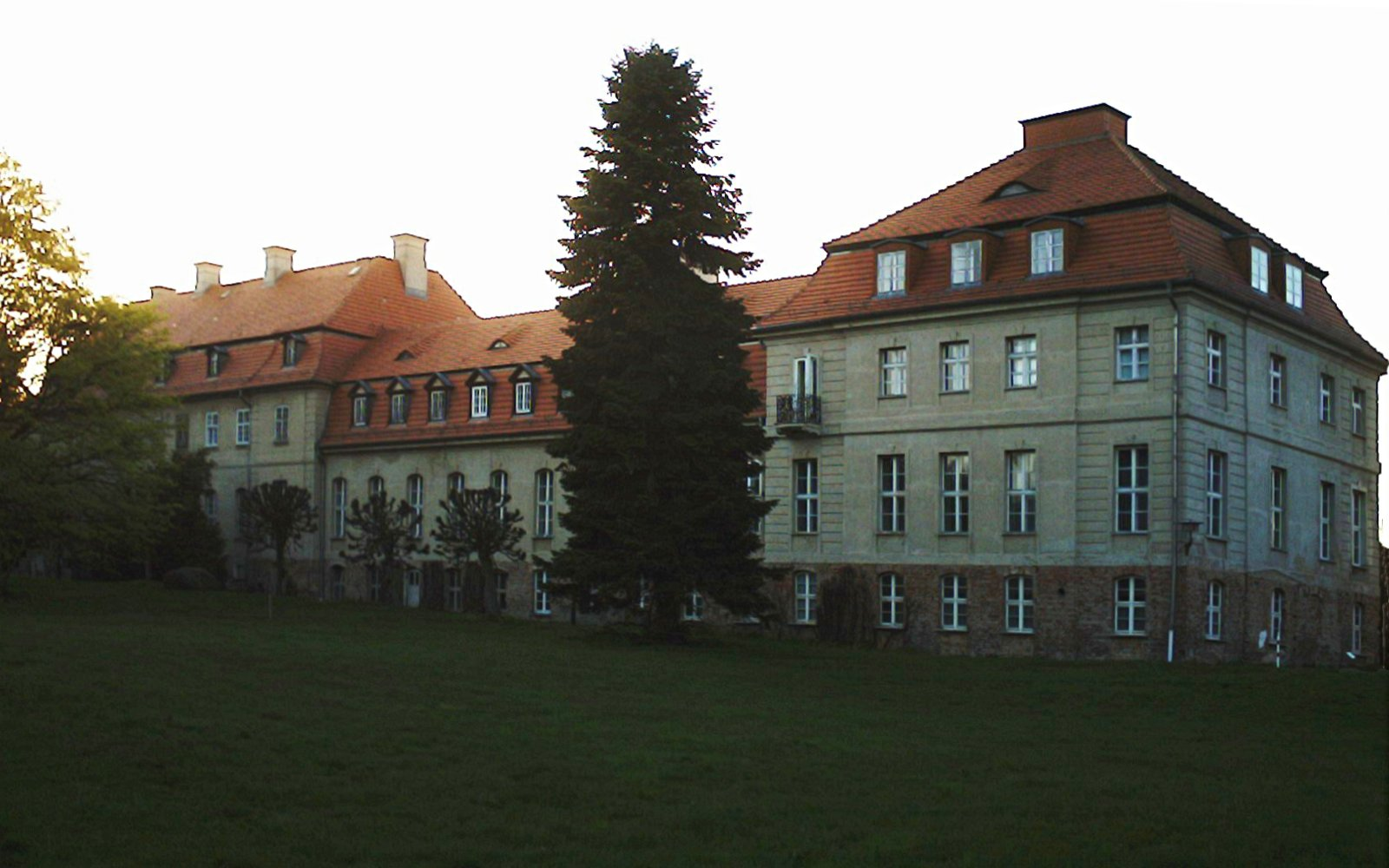
Façade arrière du château

La Poméranie suédoise entre dans le royaume de Prusse après le congrès de Vienne. Deux ans plus tard, le 16 septembre 1817, Theodor von Bismarck-Bohlen (de) (1790-1878) épouse Caroline von Bohlen (1798-1858), fille unique du dernier comte d'Empire von Bohlen, et le roi Frédéric-Guillaume III permet en 1818 de relever le nom de Bohlen, donnant ainsi naissance à la nouvelle lignée von Bismarck-Bohlen, avec le titre de comte prussien.
Lorsque Otto von Bismarck est en service de l'automne 1838 à l'été 1839 au bataillon de chasseurs de Poméranie, cantonné à Greifswald, il vient souvent en visite au château. Le roi Frédéric-Guillaume IV de Prusse est invité le 19 juin 1843 et il y retourne dix ans plus tard, accompagné d'Alexandre von Humboldt et de Friedrich August Stüler. Ce dernier dessine les plans de la sépulture familiale des Bismarck-Bohlen à côté du château, la chapelle de Steinfurth.
L'héritier du château est ensuite le comte Friedrich Alexander von Bismarck-Bohlen (1818-1894), puis son fils Friedrich Karl (1852-1901). Ce dernier fait dessiner un portail de bronze d'après les plans de sa femme, en 1896.
Le dernier de la lignée von Bismarck-Bohlen à être propriétaire du château est le comte Fritz Ulrich (1884-1945) qui avait étudié le droit et l'agronomie à Greifswald, Genève, Lausanne, Halle et Leipzig et qui est devenu docteur en droit en 1912. Il fait rehausser le toit du château entre 1913 et 1914 et procéder à des travaux mineurs. Comme il ne peut servir dans l'armée à la Grande Guerre à cause de sa santé, il soigne les malades dans un hôpital militaire au sein de l'ordre protestant de Saint-Jean. À cause de sa proximité avec l'Église confessante, le nouveau régime national-socialiste l'oblige à mener une vie retirée au château. Il vend des terres pour améliorer la situation financière du domaine et abrite à partir de 1942 les collections de l'université de Greifswald, dont la fameuse tapisserie de Croÿ (de) (1554-1556). Il ouvre un hôpital pour enfants tuberculeux dans l'aile ouest du château en 1943, avec une aire du parc à leur disposition.
Finalement le comte se suicide à l'arrivée des troupes soviétiques, le 28 avril 1945. Son fils aîné Theodor était déjà tombé sur le champ de bataille, le 20 mars 1944 et son fils cadet Achaz von Bismarck-Bohlen trouvera la mort dans un camp soviétique, le 30 octobre 1945. Le reste de la famille prend la fuite vers l'ouest, abandonnant le château.
Le château est transformé en clinique pour diabétiques en 1947, jusqu'en 1990.

## Aujourd'hui

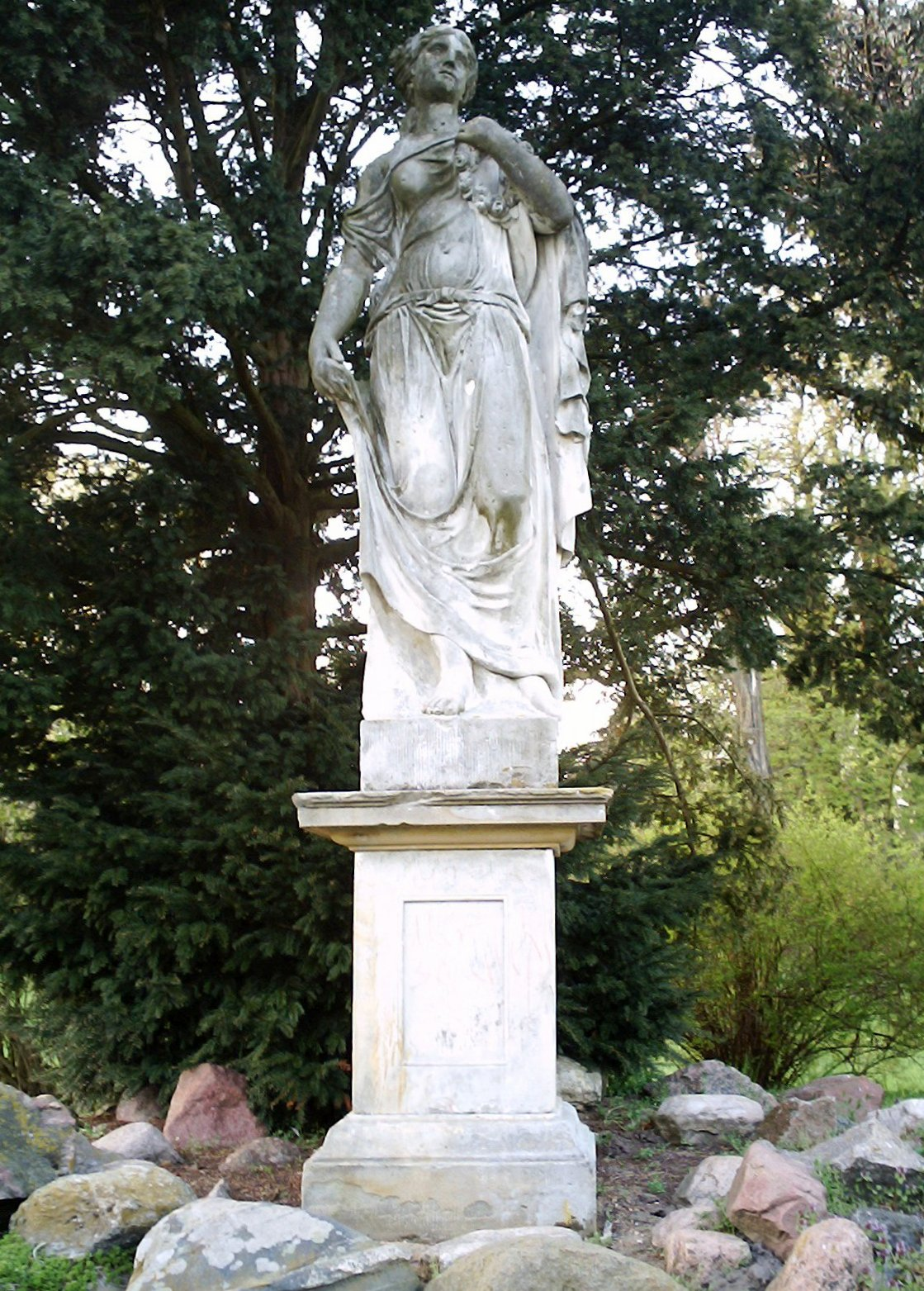
Statue dans le parc

L'État du Mecklembourg-Poméranie-Occidentale acquiert le château au moment de la réunification allemande, pour en faire don à l'université de Greifswald. Elle y ouvre une clinique privée, deux instituts universitaires de recherche médicale et un institut de recherche extra-universitaire. De plus des concerts y sont donnés régulièrement, en particulier dans le cadre du festival du Mecklembourg-Poméranie-Occidentale.
La superficie du château est de 2 600 m2 et comprend 240 pièces, avec des tableaux de famille.

## Source
- (de) Cet article est partiellement ou en totalité issu de l’article de Wikipédia en allemand intitulé « Schloss Karlsburg (Vorpommern) » (voir la liste des auteurs).